# Most Polanowicki
Most Polanowicki (Weide Brücke) – most położony we Wrocławiu, w rejonie osiedla Polanowice, stanowiący przeprawę przez rzekę Widawę. Most zlokalizowany jest w ciągu ulicy Henryka Michała Kamieńskiego (niemiecka nazwa tej ulicy: Weidebrücker Str.) na jej północnym końcu (lewy, południowy brzeg rzeki), przy granicy miasta przebiegającej w tym rejonie wzdłuż rzeki; za rzeką leży wieś Krzyżanowice, położona w Gminie Wisznia Mała (niemiecka nazwa Krzyżanowic od 1937 roku: Weidebrück); most leży w ciągu ulicy Mostowej w Krzyżanowicach (prawy, północny brzeg rzeki).
Obecna konstrukcja mostu wybudowana została w 1960 roku. Całkowita jego długość wynosi 29,88 m, całkowita szerokość 8,51 m, w tym 6,15 m to jezdnia, oraz dwa chodniki po 1,23 m każdy. Konstrukcja mostu składa się z jednego przęsła. Elementami nośnymi są dźwigary (osiem sztuk) w postaci belek dwuteowych. Nawierzchnia mostu wykonana została jako bitumiczna. Dopuszczalna masa pojazdu 30 t.